# Antes de las Tejas Verdes
Konnichiwa Anne: Before Green Gables (こんにちは アン 〜Before Green Gables, Konnichiwa An 〜Bifō Guriin Gēburusu) es una serie de anime basada en la novela del 2008 Before Green Gables  de la autora canadiense Budge Wilson,  que fue traducida al japonés como Konnichiwa Anne (こんにちは アン) por Akiko Usagawa. La serie fue estrenada originalmente en Japón el 5 de abril del año 2009 como parte del contenedor infantil World Masterpiece Theater o Meisaku de Nippon Animation. Sus anteriores producciones que marcaron su resurgir entre los años 2007 y 2008 habían sido Los miserables y Porphy no Nagai Tabi, después de los diez años que siguieron a los fracasos de Lassie y Remy, la niña sin hogar.  La historia se desarrolla en la segunda mitad del siglo XIX y cuenta los primeros once años de la vida de Anne Shirley, antes de su llegada a la casa de Marilla y Matthew Cuthbert en Avonlea. Con esta serie se pretendía conmemorar el centenario de Ana de las Tejas Verdes, y el 30 aniversario del anime de 1979 que más éxito tuvo Nippon Animation en el formato del World Masterpiece Theater, siendo esta su precuela.

## Temas musicales
- Japón: (Inicio) "Hikari no tane" y (Cierre) "Yatta ne māchi" cantadas por  Azumi Inōe.